# Lehota nad Rimavicou
Lehota nad Rimavicou é um município da Eslováquia, situado no distrito de Rimavská Sobota, na região de Banská Bystrica. Tem 30,07 km² de área e sua população em 2018 foi estimada em 282 habitantes.

## Demografia
| Ano:        | 1994 | 2004   | 2014    | 2024   |
| ----------- | ---- | ------ | ------- | ------ |
| Broj ljudi: | 344  | 331    | 270     | 257    |
| Razlika:    |      | -3,77% | -18,42% | -4,81% |

| Ano:               | 2023 | 2024 |
| ------------------ | ---- | ---- |
| Número de pessoas: | 257  | 257  |
| Diferença:         |      | +0%  |